# Thylamys pallidior
La marmosa pálida (Thylamys pallidior) o comadrejita de vientre blanco, llaca de la Puna o comadreja enana, es una especie de marsupial didelfimorfo de la familia Didelphidae propio de Sudamérica. Se encuentra en el este de Argentina, sur y este de Bolivia, norte de Chile y la parte occidental de los Andes peruanos.

## Distribución
En Bolivia se encuentra en Challapata, departamento de Oruro, habita también en el altiplano de Argentina, Perú y Chile. En Chile ha sido descrita en la región de Arica y Parinacota en las localidades de Socoroma, Zapahuira, Chapiquiña, Enquelga, Tignamar y quebrada de Camarones sobre los 3.000 metros sobre el mar, también se ha descrito más al sur en la zona costera de la provincia del Huasco en la región de Atacama.
En Argentina, esta especie es de abundancia relativa baja pero durante los picos de abundancia poblacional, es frecuente su captura. No hay evidencias de decrecimiento de su población. Su distribución es extensa y se han identificado al menos 10 localidades de ocurrencia.

## Hábitat
En Chile, esta especie habita en pendientes rocosas del altiplano, sobre los 3.000 metros sobre el mar, principalmente en ambientes secos y en forma ocasional áreas con cierta humedad próximas a charcos de agua y asociadas a algún tipo de vegetación. Habita en cuevas o nidos abandonados. Se ha encontrado en algunas quebradas del desierto como en quebrada de Camarones. 
También se ha descrito para Chile en la península de Mejillones en la región de Antofagasta y en el parque nacional Pan de Azúcar en la región de Atacama.
En Argentina también habita en sectores de prepuna y monte.

## Características
Esta especie es de pequeño tamaño, se caracteriza por poseer un pelaje suave y tupido, relativamente largo y laxo, más largo que la llaca elegante, su coloración dorsal es gris pálido predominante, más claro en los flancos y su pelaje ventral es de color gris cremoso o blanco puro, sin gris en la base de los pelos. Posee una máscara facial reducida ya que sus ojos están rodeados por un anillo de color oscuro, pero más reducida que el Thylamys elegans, sus patas son pequeñas de color blanco-grisáceo o blancas. Su cola es prensil se caracteriza por ser bicolor: marrón o gris pardo en la parte dorsal y blanca en la parte ventral, está cubierta de pequeñas escamas dispuestos en anillos. Durante el invierno tiene capacidad de almacenar grasa en la cola, especialmente en la base de ella. La hembra no posee marsupio o bolsa. Por su aspecto es muy similar a la  marmosa común, se distingue por su coloración dorsal que es gris pálido.
El largo de su cuerpo fluctúa entre 90 y 113 mm; condiderando su cola, a longitud total es de 192 a 215 mm, la longitud pata/una es de 13 a 17 mm, su orejas poseen una longitud de 24-27 mm. Su peso fluctúa entre 20 y 40 g.
Posee un cráneo más corto y delicado que la llaca elegante y un hocico más corto. La bulla timpánica es mucho más desarrollada que la del Thylamis elegans y una fenestración palatal extensa.
En Chile se le consideró por mucho tiempo como una subespecie de la llaca común.

## Hábitos
Esta especie es de hábitos nocturnos, como muchos marsupiales. Es además arborícola. su alimentación es principalmente insectívora, aunque los estudios son escasos, su dieta también incluye frutos, pequeños roedores y aves. Se le ha encontrado habitando en lugares con otra especies como  el ratón de vientre blanco, el lauchón orejudo de darwin y el ratón maestro de orejas (Phyllotis magister).
Durante el período de otoño acumula grasa en su cola, principalmente en la base de ésta, usa esta grasa como fuente de energía durante el período de invierno dado que el alimento es más escaso. Al parecer, puede entrar en letargo cuando la temperatura ambiental es demasiado baja.

## Reproducción
Su reproducción es poco conocida. Solo se sabe que ocurre en los meses de verano y su madurez sexual se alcanza al año de edad. La hembra posee unas 15 mamas, la mayoría de posición Inguinal y dos pares pectorales. Aparentemente se reproduce hasta dos veces al año y puede parir entre 11 a 15 crías por camada. Como otras especies del género Thylamys la hembra carece de marsupio.

## Estado de Conservación
La especie está incluida en el reglamento de la Ley de Caza en Chile y está catalogada como beneficiosa para la actividad silvoagropecuaria y como benéfica para la mantención del equilibrio de los ecosistemas naturales. Este mismo reglamento indica que sus poblaciones son reducidas.
Está considerada como una especie rara en el norte de Chile.
Para Argentina, esta especie está considerada como preocupación menor (LC).